# Grindgroeve Elzetterbos

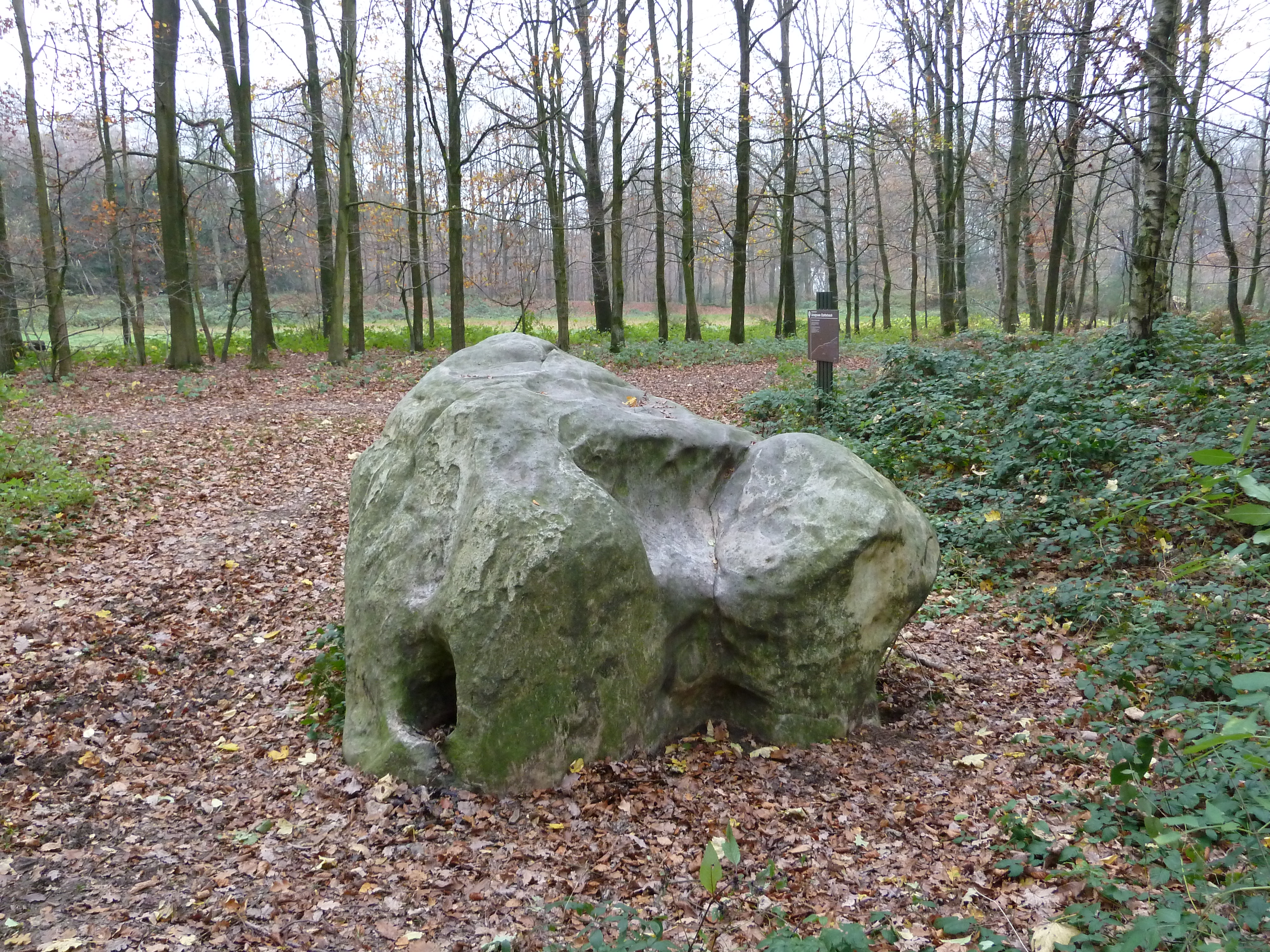
Geologisch monument Grindgroeve Elzetterbos

Het Grindgroeve Elzetterbos is een voormalige groeve en geologisch monument in de gemeente Gulpen-Wittem in Nederlands Zuid-Limburg. De groeve ligt in het Elzetterbos in het noordwesten van het Vijlenerbos.

## Groeve
Vroeger werd er in de (ondiepe) groeve zand en grind afgegraven, waarbij het gezeefde zand gebruikt toepassing vond als metselzand en het grind gebruikt werd bij de aanleg van wegen.

## Geologie
Toen omstreeks twee miljoen jaar in dit gebied de Oostmaas stroomde, werd er hier aan de uiterste zuidrand van het toenmalige Maasdal zand en grind afgezet als sediment, onderdeel van het Laagpakket van Kosberg uit de Formatie van Beegden. Dit kwartsrijke materiaal kwam oorspronkelijk uit de Ardennen schiervlakte en de Vogezen.
Behalve grind en zand voerde de Maas ook grote brokken steen mee die ingevroren in ijsschotsen noordwaarts naar hier getransporteerd werden, de ijsschotszwerfstenen. Op de plaats van de groeve staat er nu nog een groot blok kwartszandsteen uit het Tertiair.
De ondergrond van dit gebied bevat hier fijnkorrelig glauconiethoudend zand uit de Formatie van Vaals, waar bovenop op de hogere delen geelgrijs kalksteen gelegen is en het zand en de kalksteen beiden afgedekt worden door een vuursteeneluvium, een zandafzetting of een grindafzetting. Die zand- en grindafzettingen zijn hier afgegraven in de groeve. Op enkele tientallen meters zuidelijker ligt er vuursteeneluvium direct aan het oppervlak.